# Цокто-Хангил (сельское поселение)
Се́льское поселе́ние «Цокто-Хангил» (бур. Согто Хангилын hомон) — муниципальное образование в Агинском районе Забайкальского края Российской Федерации.
Административный центр — село Цокто-Хангил.

## История
Статус и границы сельского поселения установлены Законом Читинской области от 19 мая 2004 года «Об установлении границ, наименований вновь образованных муниципальных образований и наделении их статусом сельского, городского поселения в Читинской области»

## Население
| 2010  | 2011  | 2012  | 2013  | 2014  | 2015  | 2016  |
| ----- | ----- | ----- | ----- | ----- | ----- | ----- |
| 1296  | ↘1291 | ↘1264 | ↘1219 | ↘1200 | ↘1159 | ↘1136 |
| 2017  | 2018  | 2019  | 2020  | 2021  |       |       |
| ↘1125 | ↘1096 | ↘1083 | ↘1039 | ↘821  |       |       |

## Состав сельского поселения
| № | Населённый пункт | Тип населённого пункта       | Население |
| - | ---------------- | ---------------------------- | --------- |
| 1 | Цокто-Хангил     | село, административный центр | ↘821      |